# Paepalanthus benedicti
Paepalanthus benedicti är en gräsväxtart som beskrevs av Silveira. Paepalanthus benedicti ingår i släktet Paepalanthus och familjen Eriocaulaceae. Inga underarter finns listade i Catalogue of Life.